# Flaga Republiki Chińskiej
Flaga Republiki Chińskiej – czerwona flaga z błękitnym kantonem przedstawiającym białe słońce.

## Historia
Flaga ta początkowo była banderą wojenną Chin. Po zwycięstwie Czang Kaj-szeka, została ustanowiona 17 grudnia 1928 jako flaga państwowa. Przedtem (w latach 1912–1928) wykorzystywano Flagę Pięciokolorową, której barwy symbolizowały pięć głównych grup etnicznych: Hanów czerwona, Mandżurów żółta, Mongołów niebieska, Hui biała, a Tybetańczyków czarna. Po zwycięstwie komunistów w chińskiej wojnie domowej w 1949 pozostała flagą sił nacjonalistycznych Republiki Chińskiej na Tajwanie.

## Symbolika
Znak solarny jest popularnym w Azji symbolem pozytywnie konotującym. Dwanaście promieni symbolizuje postęp oraz porządek taki, jak na tarczy zegarowej. Poszczególne kolory odzwierciedlają:
- Błękit – demokrację, sprawiedliwość i równość
- Biel – czystość, dobrobyt i świetlaną przyszłość
- Czerwień – poświęcenie, nacjonalizm i wolność

## FlagiChińskiego Tajpej

Flaga olimpijska
Flaga paraolimpijska
Flaga używana podczas Igrzysk Olimpijskich Niesłyszących
Flaga używana podczas uniwersjady
Flaga siatkarska